# فالوذج
الفَالُوذَج أو الفَالُوذ (بالفارسية: فالوده، پالوده) هي حلوى إيرانية تقليدية باردة تشبه الشربات. تتكون من شعيرية رقيقة من النشأ في شراب نصف مجمد يحتوي على السكر وماء الورد. يغلب تقديم الفالوذج مع عصير الليم وأحيانًا الفستق المطحون. تُباع الفالوذج في إيران في متاجر المثلجات والمقاهي بطعمات مختلفة مثل الفستق والزعفران وماء الورد والعسل، ويمكن تقديمها جنبًا إلى جنب مع بستني سنتي، وهو مثلج فارسي تقليدي. فالوذج شيراز (بالفارسية: فالوده شیرازی) ضربٌ من مدينة شيراز ذو شهرة واسعة.
الكلمة الفارسية فالوده مأخوذة من الفعل پالودن وهو ما يعني صقل. فالوده هي شكل عربي من پالوده ظهرت بعد الفتح الإسلامي لإيران بسبب نقص الصوت پ في اللغة العربية الفصحى. ذُكرت في المصادر العربية في العصور الوسطى باسم الفالوذج في المحكم والمحيط العظيم مثلًا لابن سيده.

## التحضير
تُطهى عجينة رقيقة من النشاء (من البطاطا أو المرنطة أو الذرة أو الأرز) ثم تُنخل بغربال لإنتاج خيوط دقيقة والتي تُبرد بعد ذلك في الماء المثلج. ثم تُمزج مع خليط الشراب وتبرد بسرعة حتى يتجمد الشراب نصف تجمد على الأقل.